# 김창현 (1962년)
김창현(金昌鉉, 1962년 7월 15일~)은 대한민국의 정치인이다. 제5대 경상남도의원, 제1대 울산광역시의원, 제1대 울산광역시 동구청장을 역임했다. 울산광역시 출신이다.

## 학력
- ~1989 고려대학교 사회학 학사 졸업

### 비학위 수료
- ~2009 고려대학교 정책대학원 정치학 석사 졸업

## 경력
- 1986 세광알미늄
- 울산 동구 자율방범대 자문위원
- 울산인문교육협의회 고문
- 동부초교 운영위원장
- 상아탑 학원장
- 여성의 전화 감사
- 경남인문교육협의회 고문
- 우리밀 살리기운동본부 울산지부이사
- 재울 고려대학교 청년광장 동문회장
- 울산포럼 법문화분과위원
- 희망의 젊은연대 추진위원장
- 1995.07~1997.07 제5대 경상남도의회 의원
- 1995.07~1996.12 제5대 경상남도의회 전반기 교육사회위원회 위원
- 1995.07~1996.12 제5대 경상남도의회 전반기 예산결산특별위원회 위원
- 1997.01~1997.07 제5대 경상남도의회 후반기 교육사회위원회 위원
- 1997.07~1998.06 제1대 울산광역시의회 의원
- 1997.07~1998.06 제1대 울산광역시의회 후반기 교육사회위원 간사
- 1997.07~1998.06 제1대 울산광역시의회 후반기 의회운영위원회 위원
- 1997.07~1998.06 제1대 울산광역시의회 후반기 예산결산특별위원회 위원
- 1998.07~1999.09 제1대 울산광역시 동구 구청장
- 2002 권영길 대통령 후보 통일특별보좌관
- 2004 민주노동당 울산광역시 지부장
- 2004 민주노동당 울산광역시 동구 지역위원장
- 2004 민주노동당 사무총장
- 2007 권영길 대통령 후보 선거대책본부 본부장
- 2008.10~2011.12 민주노동당 울산시당 위원장
- 2011.12~2012.04 통합진보당 울산시당 공동위원장
- 2017.10~2018.08 민중당 울산시당 위원장
- 인제대학교 통일학부 겸임교수

## 전과
- 절도, 공문서위조및동행사: 징역 1년 6월, 집행유예 2년 - 1986년 10월 7일 선고, 1987년 7월 10일 특별사면[1][2]
- 국가보안법위반(기타), 집회및시위에관한법률위반: 징역 1년 6월, 자격정지 1년 6월 - 1987년 10월 16일 선고, 1988년 12월 21일 특별사면복권[1]
- 국가보안법위반(반국가단체의구성등), 국가보안법위반(찬양,고무등), 국가보안법위반(회합,통신등): 징역 2년, 자격정지 2년 - 1999년 5월 17일 선고, 2000년 8월 15일 특별사면복권[1]
- 도로교통법위반(음주운전): 벌금 100만원 - 2005년 9월 6일 선고[1]

## 가족 관계
- 배우자 이영순: 전직 제2대 울산광역시 동구청장

## 역대 선거 결과
|  | 41.22% |

|  | 37.59% |

|  | 23.74% |

|  | 0% |

|  | 29.25% |

|  | 47.62% |

|  | 4.76% |